# 7225 Huntress
7225 Huntress eller 1983 BH är en asteroid i huvudbältet som upptäcktes den 22 januari 1983 av den amerikanske astronomen Edward L.G. Bowell vid Anderson Mesa Station. Den är uppkallad efter amerikanen Wesley Huntress.
Asteroiden har en diameter på ungefär 7 kilometer.